# Guillaume Bieganski
Guillaume Bieganski (ur. 3 listopada 1932 w Libercourt, zm. 8 października 2016 w Lunel) – francuski piłkarz polskiego pochodzenia. Zawodnik reprezentacji Francji w latach 1953–1961.